# Солтонська сільська рада
Солто́нська сільська рада (рос. Солтонский сельский совет) — сільське поселення у складі Солтонського району Алтайського краю Росії.
Адміністративний центр — село Солтон.

## Історія
2010 року ліквідовані Березовська сільська рада (села Березово, Караган) та Кумандинська сільська рада (село Шатобал), території увійшли до складу Солтонської сільради.

## Населення
Населення — 2975 осіб (2019; 3573 в 2010, 4280 у 2002).

## Склад
До складу сільської ради входять:
| Населений пункт | Населення, осіб (2002) | Населення, осіб (2010) |
| --------------- | ---------------------- | ---------------------- |
| Березово, село  | 439                    | 343                    |
| Караган, село   | 245                    | 154                    |
| Солтон, село    | 3147                   | 2770                   |
| Урунськ, село   | 262                    | 158                    |
| Шатобал, село   | 187                    | 148                    |